# Andronic Kontostéphanos (fils d'Isaac)
Andronic Kontostéphanos (en grec byzantin : Ἀνδρόνικος Κοντοστέφανος, vers 1125-1156) est un dignitaire et un général byzantin.

## Biographie
Andronic est le fils du pansébaste sébaste Isaac Kontostéphanos, qui sert sous Alexis Ier Comnène (1081-1118). C'est à travers lui et sa descendance que la famille des Kontostéphanos fait partie du cercle des plus hauts dignitaires de l'Empire. Vers 1125, Andronic épouse Théodora, une fille d'Adrien Comnène, qui sert comme archevêque de Bulgarie et est le fils du sébastokrator Isaac Comnène (frère d'Alexis Ier) et d'Irène d'Alanie. Par ce mariage, les Kontostéphanos sont donc unis à la famille régnante des Comnènes.
Andronic devient général sous Jean II Comnène (1118-1143). Même si sa vie est mal connue, il se distingue suffisamment pour rentrer dans les faveurs de l'empereur. C'est surtout sous Manuel Ier Comnène (1143-1180) qu'il s'illustre. En 1144, il dirige une campagne contre Raymond d'Antioche avec son frère, Jean Kontostéphanos et avec le soutien de la flotte dirigée par Démétrios Branas. Les Byzantins reprennent rapidement les forteresses de Cilicie dont s'est emparé Raymond et progressent jusqu'aux portes d'Antioche, pillant les alentours. Alors que les Byzantins se retirent, Raymond leur tend une embuscade mais il est lui-même surpris. En effet, avertis, les Byzantins l'attaquent à son campement, obligeant son armée à se retirer. 
En 1156, Andronic est mentionné comme l'un des généraux participant à l'expédition byzantine en Italie, autour de Brindisi mais les détails de ses actions ont disparu. Il meurt peu après de maladie, non sans être devenu moine sous le nom d'Anthony. Sa femme lui survit, qui a donné naissance à un fils, Jean et une fille, anonyme.